# Kamonohashi Ron no Kindan Suiri
Заборонена дедукція Рона Камонохаші (яп. 鴨乃橋ロンの禁断推理, Kamonohashi Ron no Kindan Suiri) — манґа, створена та намальована манґакою Акірою Амано. З жовтня 2020 року видана в Shueisha Shonen Jump+. Станом на жовтень 2023 року вийшло 12 томів манґи. Shueisha також безкоштовно публікує серію англійською та іспанською в додатку та на вебсайті Manga Plus. Прем'єра аніме-телесеріалу відбулася в жовтні 2023 року.

## Сюжет
Серіал зосереджений на пригодах Рона Камонохаші, ексцентричного приватного детектива, і Тотомару Ісшікі, невмілого офіцера поліції, які разом розкривають злочини. П'ять років тому Рон був найкращим студентом Детективної академії Blue. Викладачі були впевнені, що він розкриє всі секрети Японії. Однак після того, як його визнали винним за смертельні інциденти, відомі як «Кривава екскурсія», його ліцензію детектива відкликали, а його виключили, з умовою, якщо він знову розкриє злочин, його вб'ють. Не маючи змоги задовольнити свою єдину любов до розгадування таємниць, Рон став відлюдником. Коли Тотомару йде до нього за допомогою, вони утворюють партнерство, де Ісшікі стає маріонеткою Рона, беручи всю славу за розкриття злочинів.

## Персонажі

### Головні герої
Рон Камонохаші (яп. 鴨乃橋 ロン, Kamonohashi Ron)
Нащадок Шерлока Голмса в шостому поколінні та Джеймса Моріарті в дев'ятому поколінні. Його детективну ліцензію позбавили п'ять років тому після «Кривавої екскурсії», інциденту, якого він не пам'ятає. Щоразу, коли він чує, як вбивця зізнається у скоєному, Рон входить у неконтрольований стан, де тисне та переконує їх убити себе.
Рон — худий, стрункий чоловік із розпатланим чорним волоссям і блакитними очима, які зазвичай ховаються за чубчиком. Однак коли він щось розгадує, Рон відкидає волосся набік і відкриває очі. Щоразу, коли Рон змушує вбивцю вбити себе , дивна глазур покриває його очі. Він також досить спортивний, оскільки щодня тренується по чотири години.   До кривавої справи про екскурсію п’ять років тому волосся Рона було коротким і акуратно зачесаним. За словами Тотомару Ісшікі, тоді він виглядав досить охайно. Цей інцидент також залишив у Рона великий шрам на шиї, схожий на «96».   Рон часто носить свій звичайний одяг для відпочинку, який складається з білої сорочки, чорного кардигану, сірих спортивних штанів і чорних капців.
Рон дуже захоплений розгадуванням таємниць. Він володіє багатьма навичками та якостями, необхідними для того, щоб бути детективом, наприклад, він має видатні дедуктивні здібності  та чудову пам'ять. Однак Рон швидко злиться, і його зосередженість на справах робить його апатичним до всього іншого, стриманим і грубим з іншими людьми. Хоча він ненавидів людей навіть у юності, Рон все ще піклується про життя інших людей. Тому, коли він втратив ліцензію детектива, Рон впав у депресію та провів наступні п'ять років в ізоляції.   Після того як Рон зустрічає Тотомару Ісшікі , він поступово починає змінюватися і зближуватися з іншими, хоча він все ще використовує людей для власної вигоди.   Крім того, Рон має різні особливості. Наприклад, Рон лягає біля трупів і «розмовляє» з ними, клянучись, що буде їхнім месником, поки оглядає їх. Він робить це, щоб віддати їм свою повагу.  Він любить сироп з коричневого цукру і кладе його на все, що їсть.   Рон дуже любить качкодзьобів.
Тотомару Ісшікі (яп. 一色 都々丸, Isshiki Totomaru)
Поліцейський детектив у столичному поліцейському департаменті, який отримав певну популярність, приписуючи собі заслуги у справах, які розкриває Рон. Рон називає його «Тото» (яп.トト). Він допомагає Рону Камонохаші розслідувати справи, прикидаючись тим, хто їх розкриває.

Амамія (яп. 雨宮)
Бос Тотомару в столичній поліції. Хоча зазвичай холодна і серйозна, вона закохана в Рона, якого, на її думку, звуть «Каму» (яп. 鴨夫).
Мофу Усакі (яп. 卯咲 もふ Usaki Mofu)
Відома нейрохірургиня, яка надзвичайно незграбна поза операційною та постійно перев’язана через травми. Вона придумує комбінацію ліків, щоб придушити синдром «винуватого вбивства» Рона, але є побічні ефекти.
Оміто Кавасемі (яп. 翡翠臣疾 Kawasemi Omito)
Педантичний детектив із поліції префектури Айті. Він має найбільшу кількість розкритих справ у всій країні та є давнім колегою Амамії. Як дуже педантичний і спостережливий чоловік, Кавасемі не любить безладу і марнотності і завжди носить із собою пінцет. Він використовує його, щоб вказати та виправити всі неохайності; це відомо як його "пінцетна дисципліна". Він не соромиться звертати увагу на чужі  помилки й використовувати для цього свій пінцет. Кавасемі навіть виправляє начальство.
Його око дало йому прізвисько «Орлине око Кавасемі».
Ямане (яп. 山根, Yamane )
Колишній член поліції префектури Айті та права рука Оміто Кавасемі. Ямане – весела, працьовита людина. Він дуже серйозно ставиться до своєї справи і старанно займається нею, щоб відповідати високим стандартам Оміто Кавасемі. Однак Ямане не дуже добре справляється зі стресом і тиском; він стає необережним  і швидко починає панікувати щоразу, коли робить помилку, незалежно від того, наскільки вона незначна.
Чікорі Монкі (яп. 門季チコリ Monki Chikori)
Кримінальна репортерка, яка часто допомагає Тотомару та Рону з збором інформації. Вона дуже захоплюється Тотомару і не любить Рона.

## Медіа

### Манґа
Манґа Ron Kamonohashi: Deranged Detective, написана та ілюстрована Амано Акірою, почала виходити кожні два тижні у онлайн-виданні Shueisha Shōnen Jump+ 3 11 жовтня 2020

#### Список томів
| №  | Дата виходу      | ISBN                   |
| -- | ---------------- | ---------------------- |
| 1  | 4 лютого 2021    | ISBN 978-4-08-882564-9 |
| 2  | 30 квітня 2021   | ISBN 978-4-08-882650-9 |
| 3  | 4 серпня 2021    | ISBN 978-4-08-882738-4 |
| 4  | 4 листопада 2021 | ISBN 978-4-08-882840-4 |
| 5  | 4 лютого 2022    | ISBN 978-4-08-883021-6 |
| 6  | 2 травня 2022    | ISBN 978-4-08-883108-4 |
| 7  | 4 серпня 2022    | ISBN 978-4-08-883207-4 |
| 8  | 4 листопада 2022 | ISBN 978-4-08-883298-2 |
| 9  | 4 січня 2023     | ISBN 978-4-08-883351-4 |
| 10 | 4 квітня 2023    | ISBN 978-4-08-883473-3 |
| 11 | 4 липня 2023     | ISBN 978-4-08-883615-7 |
| 12 | 4 жовтня 2023    | ISBN 978-4-08-883732-1 |